# Jiří Kowalík
Jiří Kowalík (5. rujna 1977. - ) umirovljeni je češki nogometaš, po poziciji napadač. Bio je najbolji strijelac Prve češke nogometne lige 2002./03., kada je u 28 susreta zabio 16 pogodaka za 1. FC Slovácko.
Njegova profesionalna karijera u prvoligaškim klubovima prestaje nakon što je 2004. godine ozlijedio ligamente koljena. Zbog toga je išao na posudbe u klubove 1. FC Brno i 1. FC Slovácko, za koje zbog ozljede nije mogao mnogo igrati.
Nakon nekog vremena u Slovačkoj, 2008. se vraća u Češku gdje je igrao za FK Mutěnice u Moravsko-šleskoj nogometnoj ligi. Karijeru je završio 2009. igrajući za niželigaša iz mjesta Kněžpole, Zlínski kraj.

## Igračke statistike
| Liga/sezona                         | Utakmice | Zgodici | Klub           |
| ----------------------------------- | -------- | ------- | -------------- |
| Prva češka nogometna liga 2000./01. | 29       | 12      | 1. FC Synot    |
| Prva češka nogometna liga 2001./02. | 23       | 5       | 1. FC Synot    |
| Prva češka nogometna liga 2002./03. | 28       | 16      | 1. FC Synot    |
| Prva češka nogometna liga 2003./04. | 3        | 1       | 1. FC Synot    |
| Prva češka nogometna liga 2003./04. | 5        | 0       | FK Teplice     |
| Prva češka nogometna liga 2004./05. | 8        | 0       | 1. FC Brno     |
| Prva češka nogometna liga 2005./06. | 2        | 0       | FK Teplice     |
| Prva češka nogometna liga 2005./06. | 1        | 0       | 1. FC Slovácko |
| Ukupno:                             | 99       | 34      |                |